# 煤竹
煤竹（すすだけ）とは、古い藁葺き屋根民家の屋根裏や天井からとれる竹のこと。100年から200年以上という永い年月をかけ、囲炉裏の煙で燻されて自然についた独特の茶褐色や飴色に変色しているのが特徴。煙が直接当たっている部分は色濃く変色しているが、縄などが巻かれて直接煙が当たらなかった部分は変色が薄く、ゆえに1本の竹に濃淡が出て美しい表情をもつ。昨今は煤竹そのものの数が希少傾向にあり、価格は1本で数十万円以上することも普通である。